# MOB BCFe 4/4 7–20
Die BCFe 4/4 7 bis 20, von den Eisenbahnern als les sept à vingt bezeichnet, sind elektrische Meterspur-Triebwagen. Sie wurden zwischen 1904 und 1906 von der Montreux-Berner Oberland-Bahn (MOB) beschafft. Diese Triebfahrzeugserie ist mit vierzehn Fahrzeugen die grösste, die bis heute von der Montreux–Berner Oberland-Bahn beschafft wurde. Allerdings waren nur dreizehn Triebwagen gleich, einer hatte eine abweichende elektrische Ausrüstung. Verwandt mit diesen sind auch die beiden CFZe 4/4 1001 und 1002, welche sich nur im Kastenaufbau unterscheiden. Rahmen, Untergestelle und elektrische Ausrüstung sind gleich. Beide Triebwagenbaureihen wurden von der Schweizerischen Industrie-Gesellschaft (SIG) hergestellt und mit einer elektrischen Ausrüstung von der Elektrizitätsgesellschaft Alioth versehen, mit Ausnahme der Triebwagen BCFe 4/4 12 und CFZe 4/4 1002, die eine elektrische Ausrüstung von der Maschinenfabrik Oerlikon (MFO) erhielten.

## Geschichte
Für die Eröffnung des Bahnstrecken-Teilstückes Montbovon–Château-d'Oex–Gstaad im Jahre 1904 und Gstaad–Zweisimmen im Jahre 1905 stieg der Bedarf an Fahrzeugen bei der Montreux–Berner Oberland-Bahn an. Die entsprechenden Fahrzeuge wurden in den Jahren 1902 und 1903 bestellt. Insgesamt ging es dabei um eine Beschaffung von 16 Triebwagen, 21 zweiachsigen Personenwagen und 42 Güterwagen. Bei den 16 Triebwagen handelte es sich um die 14 BCFe 4/4 7 bis 20 und die beiden CFZe 4/4 1001 und 1002.
Eine Nachbestellung von 1907 betraf zwei weitere Triebwagen BCFe 4/4 21 und 22. Als sie in Betrieb kamen, war BCFe 4/4 9 wegen eines Brandes bereits nicht mehr im Bestand und wurde danach als CFZe 4/4 1003 wieder aufgebaut. Die beiden nachgelieferten Fahrzeuge wurden 1953 an die Birsigtalbahn (BTB) verkauft, dies infolge des Depotbrandes in Therwil und des damit verbundenen akuten Fahrzeugmangels. Bei der Birsigtalbahn erhielten sie die Nummern 5 und 6 und wurden 1966 abgebrochen.

## Technisches
Die Fahrzeuge hatten einen verblechten Holzkasten, der auf einem genieteten Stahlrahmen ruhte. Die vierpoligen eigenventilierten Gleichstrom-Motoren wurden als Einzelachsantriebe in den beiden zweiachsigen Drehgestellen ausgeführt. Über einen geschlossenen Tatzlager-Antrieb mit zweiteiligen elastischen Zahnrädern und einer Übersetzung (bei Ablieferung) von 1:4,33 wurde die Kraft auf die Achse mit Triebrädern von 860 mm Durchmesser übertragen.   Bei 700 Volt an der Motorenklemme entwickelte jeder Motor an der Welle eine Stundenleistung von 65 PS (48 kW). Zusammen leisteten die vier Motoren 260 PS (192 kW).
Die Steuerung der Motoren erfolgte über einen Direktkontroller mit zehn Fahr- und fünf Bremsstufen. An den Motorenklemmen lag je nach Fahrstufe die volle Fahrleitungsspannung an. Es ist bereits beim Fahrzeugbau eine elektrische Widerstandsbremse eingebaut worden. Als Triebwagen- und Zugbremse wurde eine Vakuum-Bremse der Bauart Hardy eingebaut, die auf alle vier Achsen wirkte. Zusätzlich war als Hand- bzw. Feststellbremse eine Handspindelbremse sowie eine ab der Fahrleitung gespeiste Magnetschienenbremse vorhanden. Die Fahrzeugbedienung erfolgte stehend.
Die anfängliche Höchstgeschwindigkeit von 45 km/h, wurde später auf 50 km/h erhöht.
Die Fahrzeuge besassen gegenüber den Vorgängerfahrzeugen ein grösseres Gepäckabteil, dafür ein kleineres 3.-Klasse-Abteil mit 16 Sitzplätzen auf Holzbänken. Die beiden 2.-Klasse-Abteile waren als geschlossene Seitengangabteile ausgeführt und hatten zwölf gepolsterte Sitzplätze. Im 6 m² grossen Gepäckabteil gab es zehn Notsitze. Auch eine Toilette war vorhanden.
Eine Vielfachsteuerung war nicht vorhanden. Die Triebwagen wurden vor allem anfänglich viel in Mehrfachtraktion eingesetzt. Für die Kommunikation zwischen mehreren Triebfahrzeugen war eine Klingeleinrichtung eingebaut, durch die sich das Fahrpersonal mit festgelegten Zeichen verständigen konnte.
Die beiden 1908 nachbeschafften BCFe 4/4 21I und 22I waren praktisch baugleich, sie wogen mit 28 Tonnen 400 kg mehr als der Durchschnitt der früher gelieferten Fahrzeuge. Diese Triebwagen sind nicht zu verwechseln mit den später mit den gleichen Nummern bezeichneten Diensttriebwagen Xe 4/4 21II und 22II die aus den Triebwagen BFZe 4/4 1004 und 1005 hergerichtet wurden.

### Umbauten, Umzeichnungen
- Die Triebwagen 9, 13 und 14, wurden schon 1907 und 1913 in die CFZe 4/4 1003 bis 1005 umgebaut. 1956 Umbau des zwischenzeitlich zum BFZe umbezeichneten CFZe 4/4 1004 zum Xe 4/4 21II, 1958 Umbau des zwischenzeitlich zum BFZe umbezeichneten CFZe 4/4 1005 zum Xe 4/4 22II.

- Die Triebwagen 17, 18 und 20, waren zwischen 1910 und 1926 mit einem 1.-Klasse-Salon-Abteil ausgerüstet, das an der Stelle des 3.-Klasse-Abteil befand. Neue Bezeichnung AsBFe 4/4. 1926 erfolgte der Rückbau in BCFe 4/4 Triebwagen.

- In den Jahren 1925 bis 1929 wurde bei den vier Triebwagen Nummer 7, 8, 10 und 11 die Motoren neu gewickelt und eine Fremdventilation der Fahrmotoren eingebaut sowie die Übersetzung auf 1:3,23 geändert. Dadurch stieg die Stundenleistung auf 340 PS und auch die Fahrgeschwindigkeit. Die entsprechenden umgebauten Triebwagen konnten nun zusammen mit den ursprünglich als BFZe 4/4 23–26 und den ursprünglich als CFZe 4/4 27–28 bezeichneten Triebwagen in Mehrfachtraktion eingesetzt werden. Zwischen 1965 und 1968 wurde diese Fremdventilation wieder ausgebaut. Im Jahr 1964 erhielt auch der Triebwagen 18 eine Fremdventilation, auch hier stieg die Stundenleistung auf 340 PS. Fahrzeuge mit eingebauter Fremdventilation waren rund 1 Tonne schwerer.

- Im Jahr 1926 wurden alle Fahrzeuge mit einer Sicherheitssteuerung für den Einmannbetrieb ausgerüstet.

- Um 1943/44 wurde einer der beiden Lyrabügel durch einen Scherenstromabnehmer ersetzt.

- 1948 wurde der Triebwagen 19 zum BFZe 4/4 31 für die Strecke Zweisimmen–Lenk umgebaut.

- 1953 wurden die beiden 1908 nachgelieferten Motorwagen 21 und 22 an die von einem Depotbrand heimgesuchte Birsigtalbahn (BTB) verkauft.

- Im Jahr 1956 erfolgte eine Umzeichnung infolge Aufhebung der 3. Klasse in ABFe 4/4, 1962 folgte die Umzeichnung in ABDe 4/4.

- Deklassierung des 1.-Klasse-Abteils und Umzeichnung in BDe 4/4 bei den Triebwagen Nr. 18 (1964) Nr. 15 (1976), Nr. 16 (1976), Nr. 20 (1990)

- Der Triebwagen ABDe 4/4 11 erhielt für das 75 Jahr-Jubiläum der Montreux–Berner Oberland-Bahn im Jahr 1976 einen Neuanstrich in den ursprünglichen Farben und mit den alten Anschriften sowie der alten Bezeichnung BCFe 4/4. 1993 wurde der Triebwagen in Chamby-Musée (Chaulin) stationiert. 2000 erfolgte die Abgabe an die Museumsbahn Blonay–Chamby (BC) die in auf die Saison 2001 hin wieder betriebsfähig aufarbeitete. Zwischen 2003 und 2004 erfolgte eine Totalrevision des Untergestelles und der Drehgestelle. Zwischen 2008 und 2012 erfolgte eine Totalrevision des Wagenkastens mit einem entsprechenden Neuanstrich.

## Betriebliches
Die Fahrzeuge waren anfänglich für den Verkehr über die Gesamtstrecke bestimmt und wurden auch entsprechend verwendet, während die älteren und schwächeren Fahrzeuge im lokalen Verkehr eingesetzt wurden.
Die 1910 eingeführten Schnellzüge oblagen aber hauptsächlich den später beschafften BFZe 4/4 23 bis 26. Die 1924 angeschafften CFZe 4/4 27 und 28 waren vor allem im Güterverkehr eingesetzt. Die Gepäcktriebwagen DZe 6/6 2001 und 2002 von 1932 führten ebenfalls Schnellzüge, obwohl sie für die Führung des «Golden Mountain Pullman Express» gedacht waren, dieser verkehrte aber nur 1931.
Mit der Ablieferung der Leichttriebwagen CFe 4/4 3001 bis 3006 in den Jahren 1944 bis 46 wurden sie in untergeordnete Dienste versetzt und nach der Ablieferung der Doppeltriebwagen ABDe 8/8 8001 bis 8004 im Jahre 1968 wurden einige Triebwagen abgebrochen. Für Dienst- und Schülerzüge wurden jedoch einige Triebwagen bis Ende der 1980er-Jahre weiterhin benötigt.

### Besonderes (Unfälle usw.)
Der Triebwagen 9 brannte 1907, so dass der Kasten abgebrochen wurde. Er wurde in der Folge mit einem neuen Wagenkasten, aber diesmal als CFZe 4/4 1003, wieder hergestellt.
Der Triebwagen Nr. 17 brannte 1914 im Jaman-Tunnel und wurde dabei so stark beschädigt, dass er abgebrochen wurde.
Der Triebwagen Nr. 19 wurde beim Einsturz der Wagenremise in der Lenk, während des Unwetters am 4. Juli 1930, stark beschädigt. Er wurde aber im folgenden Jahr wieder hergerichtet.

## Verbleib

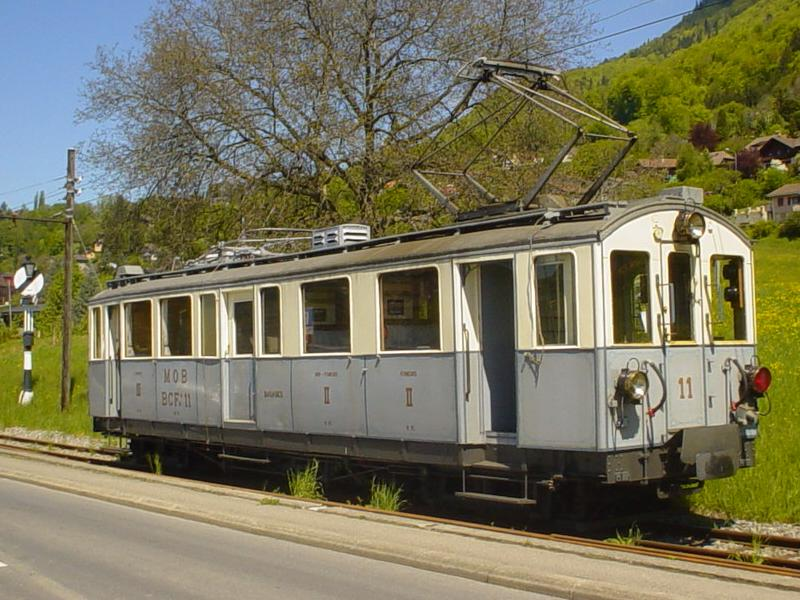
Erscheinungsbild des BCFe 4/4 11 zwischen 1976 und 2003

Als ersten Triebwagen ausrangiert wurde Nr. 17, der im Jahr 1914 im Jaman-Tunnel brannte und dabei so stark beschädigt wurde, dass er abgebrochen wurde.
Die erste normale Ausrangierung erfolgte 1956 mit der Nummer 12. Alle folgende Fahrzeuge wurden abgebrochen; 7 (1969), 8 (1968), 9 (als BDZe 4/4 1003 1970), 10 (1968), 12 (1956), 13 (als Xe 4/4 21 II 1967), 14 (als Xe 4/4 22 II 1970), 15 (1982), 17 (1914), 18 (1987), 19 (als Xe 4/4 22III 1989).
Der Triebwagen Nr. 20 wurde als zweitletzter 1995 verschrottet, wobei dieser schon 1990 an die Museumsbahn Blonay–Chamby (BC) verkauft wurde, wo er nach Übernahme der Nr. 11 für Ersatzteile ausgeschlachtet wurde.
Der Triebwagen Nr. 16 wurde als letzter verschrottet. Er war lange in sehr schlechtem Zustand beim Tramverein Bern (TVB) in Ufhusen eingestellt, nachdem dieser anfänglich in Hub (im Krauchthal) dann im Liebefeld abgestellt war. Eigentum des Tramvereins war die Nr. 16 seit 1996, nachdem dieser vom Verein Aktion pro MOB 16 / ESZ 3 im Jahre 1993 übernommen wurde. 2016 Weitergabe an den Bahnhistorischen Verein Solothurn-Bern (BVSB). 2020 Abbruch.
Erhalten ist:
- Nr. 11 betriebsfähig als BCFe 4/4 11 bei der Museumsbahn Blonay–Chamby (BC). Im Besitz der Museumsbahn und seit 1993 in Chamby-Musée stationiert.[12]